# Бир-Хададж
Бир-Хададж (ивр. ביר הדאג‎, араб. بئر هداج‎) — бедуинская деревня в Южном округе Израиля. Подпадает под юрисдикцию регионального совета Неве-Мидбар.

## История
В январе 2004 года правительство Израиля планировало найти решение для рассеянных непризнанных бедуинских общин в Негеве. Бир-Хададж был официально признан правительством в качестве бедуинского города и наряду с 8 другими деревнями, и он стал частью ныне несуществующий регионального совета Абу-Басма. Деревня была спланирована как сельскохозяйственное поселение, поэтому при создании деревни каждой местной семье был предложен бесплатный земельный надел в размере 5 дунам. Им были предоставлены коммунальные услуги, такие как вода, электричество, канализация, школьное обучение и медицинские услуги.
Когда 5 ноября 2012 года региональный совет Абу-Басма был демонтирован приказом Министерства внутренних дел Израиля, а вместо него были созданы два новых региональных совета, «Бир-Хададж» стал частью одного из них - регионального совета Неве-Мидбар. 

## Население
По данным Центрального статистического бюро Израиля, население на начало 2020 года составляло 5 874 человека.